# Joshipura
Joshipura é uma cidade e um município no distrito de Junagadh, no estado indiano de Gujarat.

## Demografia
Segundo o censo de 2001, Joshipura tinha uma população de 28 756 habitantes. Os indivíduos do sexo masculino constituem 52% da população e os do sexo feminino 48%. Joshipura tem uma taxa de literacia de 78%, superior à média nacional de 59,5%: a literacia no sexo masculino é de 82% e no sexo feminino é de 74%. Em Joshipura, 12% da população está abaixo dos 6 anos de idade.